# Leptocentrus pugnulus
Leptocentrus pugnulus är en insektsart som beskrevs av Boulard 1977. Leptocentrus pugnulus ingår i släktet Leptocentrus och familjen hornstritar. Inga underarter finns listade i Catalogue of Life.